# Szépe János
Szépe János (Galánta, 1996. március 15. –) szlovákiai magyar labdarúgó, hátvéd, jelenleg az MTK Budapest játékosa.

## Pályafutása
Szépe János 2016 májusában mutatkozott be a szlovák élvonalban egy MFK Ružomberok elleni mérkőzésen. A 2017–2018-as szezonban a magyar másodosztályú Mosonmagyaróvári TE játékosaként harminchárom mérkőzésen  három gólt szerzett a tizenkettedik helyen végzett csapatban. 2018 nyarától három évig a Zalaegerszegi TE FC játékosa volt, mellyel a 2018–2019-es szezonban NB II-es bajnoki címet szerzett. A 2020–2021-es idényt követően távozott a klubtól, majd a szintén magyar élvonalbeli Mezőkövesd Zsóry játékosa lett. 2022. január 12-én az MTK Budapest szerződtette.

## Sikerei, díjai
Zalaegerszeg
- NB II bajnok: 2018–19

 Győri ETO
- NB II második helyezett: 2023–24